# قاموس العاشقين
قاموس العاشقين، مجموعة شعرية من مؤلفات الشاعر العربي السوري نزار قباني، صدرت في عام 1981، عن منشورات نزار قباني في بيروت، لبنان.